# Solidité
Pour les articles homonymes, voir Solide. Pour la résistance à la rupture d'un matériau, voir Ténacité.
Pour les peintures et les encres d'imprimerie, comme en teinturerie, la solidité d'un colorant est sa capacité à conserver sa teinte dans le temps. On distingue la solidité à la lumière, au frottement, au lavage, etc.
Les peintures, teintures et matières colorantes en général perdent souvent leur couleur sous l'effet de la lumière, de la température, de l'air, des variations de température, des frottements, de l'action des lessives. En peinture d'art et en signalétique on considère surtout la solidité lumière, c'est-à-dire la constance de la nuance malgré l'exposition à la lumière et à l'air. Cette propriété, qui concerne la conservation des œuvres, peut être mentionnée dans les catalogues.
La solidité d'un colorant s'évalue empiriquement en comparant sa décoloration à celle de plages de colorants ordonnées dans une échelle de référence.

## Résistance au lavage et aux intempéries
En teinturerie, la solidité des colorants au lavage est une préoccupation constante depuis des siècles. Colbert a publié en France en 1671 un règlement selon lequel une teinture solide au lavage est dite grand teint ; sinon, elle peut être bon teint ou petit teint.
La peinture en bâtiment est soumise à la pluie, éventuellement à la pluie acide, et à son ruissellement. Il faut aussi savoir si sa couleur est altérée en cas de lavages et d'action de détergents.
La solidité concerne la décoloration de la pièce teinte, aussi bien que les traces qu'elle peut laisser sur les matériaux voisins.

## Solidité lumière ou résistance photochimique
Exposée à la lumière, une substance colorante subit le plus souvent une décoloration. Le rayonnement électromagnétique est actinique, c'est-à-dire capable de causer des changements dans la structure des molécules, à partir d'une énergie photonique de l'ordre de 1 électron-volt, et proportionnellement à cette énergie. La lumière visible correspond à des énergies de 2 à 3 eV. Les ultraviolets que contient la lumière solaire ont encore plus d'effet. Protéger les colorants à l'aide d'une couche superficielle, une vitre ou un vernis absorbant les ultraviolets améliore la solidité lumière du produit.
La solidité lumière, aussi appelée résistance photochimique, est la stabilité de la coloration quand le colorant est exposé à la lumière, et, implicitement, aux gaz contenus dans l'atmosphère. L'atteinte aux molécules qui donnent sa couleur au matériau dont le rayonnement a compromis la stabilité peut en effet faire intervenir les gaz de l'air, notamment l'oxygène, dioxygène et ozone, la vapeur d'eau, ou des polluants comme le chlore, les composés azotés, l'hydrogène sulfuré.
Lorsqu'un photon réagit avec une structure chromophore d'un colorant, celle-ci devient instable et capable de réagir avec un composant de l'atmosphère, l'oxygène le plus souvent. Cette réaction produit un radical qui peut détruire le colorant.
PhotolyseDans la photolyse, le rayonnement détruit la structure de la molécule de colorant. Les ultraviolets sont plus susceptibles d'entraîner la photolyse.
Photo-oxydationLa photo-oxydation est la réaction d'oxydoréduction d'une molécule colorante, qui devient capable de se combiner avec l'oxygène de l'air. La nouvelle molécule est moins capable de discriminer les longueurs d'onde qu'elle absorbe ou transmet et disperse, le colorant pâlit. C'est la réaction que les lavandières utilisaient autrefois pour le blanchiment du linge par exposition, humide, à la lumière. L'oxygène de l'eau oxygénée ou le chlore de l'eau de Javel provoquent la même destruction de colorant, avec plus d'efficacité.
PhotoréductionL'action de la lumière sur une double liaison du chromophore permet une réduction en présence d'hydrogène, qui réduit sa capacité colorante.
Le substrat, le support, le subjectile, le liant de la peinture, peuvent fournir, également sous l'action de la lumière, les substances qui participent aux réactions d'oxydo-réduction du colorant. Dans ce cas, ils se dégradent en même temps que le colorant pâlit, réduisant la résistance mécanique de l'ensemble au lavage et aux abrasions.
Les teintures, solubles, sont réputées moins solides en général que les pigments, insolubles. Ce n'est vrai qu'en général ; une teinture solide peut résister mieux qu'un pigment peu solide. Cependant, les pigments forment des petites structures cristallines de 0,1 à 1 µm contenant des milliers ou des millions de molécules, dont seule la faible proportion qui est en surface est exposée à réagir avec le milieu où elles se trouve sous l'action d'un photon. Au contraire, chaque molécule de teinture est au contact du milieu.

## Épreuve de la solidité des colorants

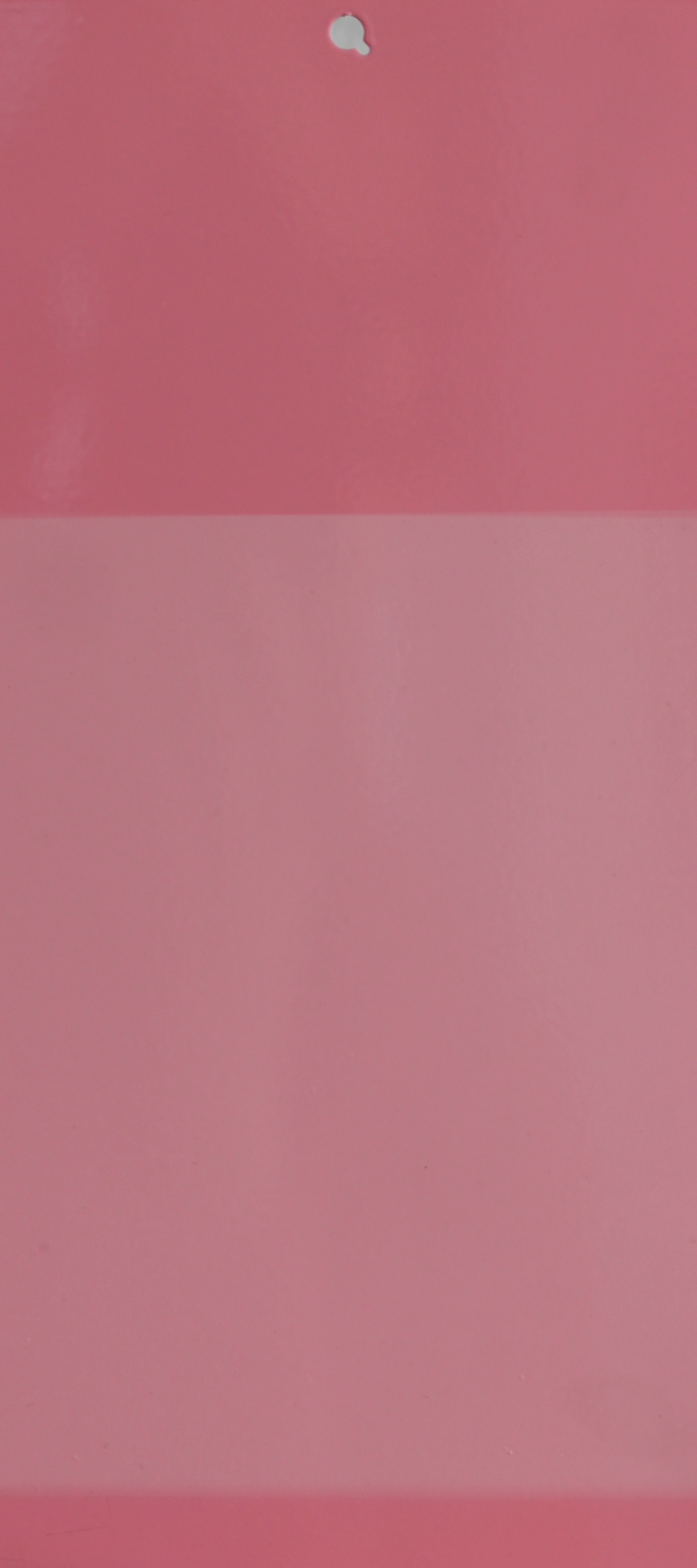
Essai de solidité. La partie centrale montre la décoloration après une exposition prolongée.

Le classement en « grand teint », « bon teint » et « petit teint » reposait sur la connaissance des teinturiers de la douzaine de teintures naturelles solides connues jusqu'au XIXe siècle, classées dans les catégories supérieures, tandis que le reste était « petit teint ». L'invention de nombreux colorants synthétiques à la fin du XIXe siècle en Europe a entraîné la constitution de méthodes pour évaluer la solidité lumière.
L’échelle des bleus consiste à préparer huit échantillons avec des colorants bleus spécifiés, puis à les exposer au soleil avec l'échantillon de teinture à évaluer. Le colorant de référence le moins solide présente « une légère dégradation après une heure d'exposition au soleil » ; le plus solide reste presque inaltéré après plusieurs années. On compare la dégradation des échantillons afin de le rapprocher d'un des huit échelons. Les colorants employés ne permettent l'usage de cette échelle que pour la solidité lumière.
L'échelle des gris, normalisée par l'ISO, permet d'évaluer la résistance au lavage ou aux intempéries. On expose un échantillon, que l'on compare ensuite à un échantillon non exposé et à une échelle de gris. Il arrive qu'on constate, en plus de la dégradation, qui peut être un blanchiment ou un noircissement, un changement de couleur, par exemple un jaunissement.
Les normes "ISO 105 Textiles - Essais de solidité des teintures" régissent les épreuves de solidité des coloris des textiles.

### Beaux-arts
La solidité des matières colorantes qui servent à fabriquer des œuvres d'art qui doivent durer pendant des siècles est une préoccupation constante, déjà manifeste dans l'ouvrage de Cennino Cennini au XIVe siècle. On sait, en comparant les parties d'un ouvrage abritées par l'encadrement, que les couleurs changent avec le temps sous l'action de la lumière. Des œuvres du XIXe siècle comme Les Tournesols de Vincent Van Gogh ont subi des dégradations irréversibles du fait du manque de solidité du jaune de chrome qu'il avait utilisé.
Le peintre Joseph Laurent Dyckmans a fait, dès le milieu du XIXe siècle, des essais d'exposition au soleil de peintures prolongés sur plusieurs dizaines d'années.
Russell et Abney ont effectué en 1888 les premières expériences systématiques de vieillissement accéléré de 39 couleurs aquarelle sous l'effet de la lumière, de la vapeur d'eau et de l'air en utilisant, pour la première fois, la spectrographie.

## Santé et environnement
La solidité des colorants intéresse les questions environnementales en ce que leurs produits de dégradation peuvent être toxiques et polluer les sols et les eaux.